# Alburnus akili
 Alburnus akili és una espècie extinta de peix de la família dels ciprínids i de l'ordre dels cipriniformes.

## Morfologia
Els mascles podien assolir els 1,5 cm de longitud total.

## Distribució geogràfica
Es trobava a Anatòlia (Turquia).